# Ruschek Antal
Ruschek Antal (Győr, 1851. március 5. – Győr, 1914. január 30.) magyar katolikus pap, győri kanonok, egyházi író.

## Élete
Szülővárosában végezte középiskoláit és teológiai tanulmányait. Papnövendék korában a szemináriumban irodalmi munkára kitűzött arany-pályadíjat nyert. 1873. július 27-én szentelték pappá. Kezdetben segédlelkész volt Győr-Nádor és Ujvárosban, Ecsen, Péren és Pálon, majd helyettes lelkész ugyanott, Mező-Eörsön és Bokodon. 1875-től Győrszékesegyházi hitszónok és káptalandombi lelkész, 1879-től győrszigeti, 1894-től győrnádorvárosi esperes-plébános lett; ekkor kerületi paptársai arany tollal tisztelték meg.
1890-től a Szent István Társulat tudományos és irodalmi osztályának tagja. 1896. július 15-én a Ferenc József-rend lovag-keresztjét kapta, 1898. július 30-án tartotta meg ezüst miséjét. A győri káptalan tagja volt. 1906 februárjában a király Ruscheknek a boldogságos Szűz Máriáról nevezett királyházi címzetes apátságot adományozta. 1878-től a győri katholikus legényegyletnek elnöke.
62 éves korában, 1914-ben hunyt el.

## Művei
- Rafael. Bolanden után németből ford. Pest, 1872. Limpp Jánossal együtt)
- A vidéki sajtó hivatásának méltatása és a Győri Közlöny rövid története. Irta és a Győri Közlöny 25 éves fennállásának alkalmával felolvasta. Győr, 1882.
- A katholikus legényegylet magyar földön. Bpest, 1887. Szabóky arcz. (Házi Könyvtár 55. Ism. Kath. Szemle).
- Kolping Adolf. Életrajz Schaeffer Sebestyén után ford. Uo. 1887. (Házi Könyvtár 53. Ism. Katholikus Szemle).
- Katholikus Énekeskönyv. Győr, 1889. (3. kiadás 1896.)
- Szent Monika élete. Bougaud Emil után fordította. Győr, 1889. (Ism. Kath. Szemle. 2. kiadás. Uo. 1894. Ism. Vasárnapi Ujság 1895. 2. sz.).
- Betegségünk, orvosságunk. Nagybőjti beszédsorozat. Bpest, 1892. (Ism. M. Állam. 1893. 88. sz. Kath. Szemle. 2. kiadás. Uo. 1894. Ism. Vasárnapi Ujság 1894. 4. sz.).
- Emlékkönyv. Zalka győri püspök jubileumára. Győr, 1892.
- Zalka János győri megyés püspök. (Díszmű). Uo. 1892. (Német és horvát nyelven is. Uo. 1892.).
- A mi Urunk Jézus Krisztus élete. Dupanloup után ford. Uo. 1895. (Ism. Vasárnapi Ujság 52. sz.).
- Győr jubiláris püspökei. (Díszmű.) Uo. 1896.
- Győr aranymisés püspöke. Uo. 1896. (Népies kiadás.)
- A keresztény nő. R. Hirsch Nelli rajzaival. Uo. 1898.
- Üdvözlégy Mária. Stolz Alban után magyarra átdolgozta. Bpest, 1898.
- A tanító lelkének idealismusa. Ünnepi beszéd, melyet a 25 éves tanítóegyesület jubiláris közgyűlésén Győrött 1899. jún. 3. mondott. Uo. 1899.
- Alkalmi egyházi beszédek. Bpest, 1901. (Ism. M. Állam 114. sz. 1902. 25. sz. Vasárnapi Ujság 1901. 22. sz.)
- Emlékezés Deák Ferenczről. Győr, 1903.
- Az olajfák hegyétől a Golgotáig. Nagybőjti szentbeszédek. Az 1904. nagybőjtjén a Budapest-belvárosi főplébánia-templomában elmondotta. Bpest, 1904.
- Egyházi beszéd, melyet a kassai püspökség és egyházmegye megalapításának százéves évforduló ünnepén 1904. szept. 4. a kassai püspöki székesegyházban mondott. Uo. 1904.
- Esti csillag. Bp., 1906.

## Újságcikkei
Ruschek folyóirat cikkei a Győri Közlönyben (1869. 50-55. sz. A magyar regényirodalom fejlődése, történelme és irodalmi hatása, 1892. 88. sz. Apróságok a Kisfaludy szobor történetéhez); a Katholikus Szemlében (1890. 1896. könyvism.); a Magyar Államban (1904. 95. sz. Kisfaludy A. B. mint költő, 1906. 63. sz. Miatyánk) jelentek meg, de írt a Borramaeusba és a Budapesti Hirlapba is.